# Зіна Шільке
Зіна Шільке (нім. Sina  Schielke, 19 травня 1981, Хердекке, Західна Німеччина нім. Herdecke) — колишня німецька спринтерка. Її особисті рекорди — 11,16 секунди на 100 метрів, 22,78 на 200 метрів, і 7,19 секунди в приміщенні на 60 метрів.
Шільке завоювала срібну медаль на дистанції 200 метрів на Чемпіонаті світу серед юніорів 2000 та золоту з німецькою командою 4 × 100 метрів. Здобула ще одну медаль в естафеті, коли німці посіли друге місце на Чемпіонаті Європи з легкої атлетики 2002 в Мюнхені.
На Чемпіонаті Німеччини з легкої атлетики 2004 здобула золоті медалі на дистанції 100 м та 200 м.

## Зіна на сторінках журналів
Зірка німецької легкої атлетики Шільке в грудні 2005 року оголилась на сторінках журналу Playboy. Блондинку часто називають «Анною Курніковою легкої атлетики» — настільки часто її можна бачити на глянцевих фото і настільки рідко — на сходинках спортивних п'єдесталів. Зіна ображається:
«Я би не хотіла, щоб мене порівнювали з Курниковою. Мені здається, ми зовсім несхожі, а хто з нас краще — нехай оцінять читачі»